# Ophiomyia buskei
Ophiomyia buskei är en tvåvingeart som beskrevs av Frost 1936. Ophiomyia buskei ingår i släktet Ophiomyia och familjen minerarflugor. Inga underarter finns listade i Catalogue of Life.